# رئوس مطالب مهندسی کامپیوتر
سیاهه زیر مرور کلی و راهنمای موضوعی مهندسی رایانه است:
مهندسی رایانه – رشته‌ای است که چندین مسیر آموزشی را از مهندسی برق و علوم رایانه ادغام می‌کند. این ادغام لازمه توسعه سخت‌افزار و نرم‌افزار کامپیوتر خواهد بود.  اصولاً مهندسان رایانه نه فقط در رشته مهندسی نرم‌افزار صرف، بلکه در شته های مهندسی الکترونیک (یا مهندسی برق )، طراحی نرم‌افزار و یکپارچه‌سازی سخت‌افزار-نرم‌افزار نیز آموزش می‌بینند. این مهندسان درگیر بسیاری از جنبه‌های سخت‌افزاری و نرم‌افزاری رایانش هستند، مانند طراحی میکروکنترلرهای مستقل، ریزپردازنده‌ها ، رایانه‌های شخصی و ابررایانه‌ها گرفته تا طراحی مدار. این رشته مهندسی نه تنها بر نحوه عملکرد خود سیستم های ر‌ایانه‌ای به تنهایی، بلکه بر نحوه ادغام آنها در یک مجموعه بزرگتر نیز تمرکز دارد. 

## مقالات اصلی مهندسی کامپیوتر
- رایانه
  - معماری رایانه
  - سخت‌افزار رایانه
  - نرم‌افزار رایانه
- علوم رایانه
- مهندسی
  - مهندسی برق
  - مهندسی نرم‌افزار

## تاریخچه مهندسی کامپیوتر

### عمومی
- گاهشمار محاسبات پیش از 1949 - 1950-1979 - 1980-1989 - 1990-1999 - 2000-2009
- تاریخچه سخت‌افزار محاسباتی تا نسل سوم (دهه 1960)
- تاریخچه سخت‌افزار محاسباتی از دهه 1960 تا کنون
- تاریخچه سخت‌افزار محاسباتی در کشورهای بلوک شرق
- تاریخچه رایانه شخصی
- تاریخچه لپ تاپ ها
- تاریخچه مهندسی نرم‌افزار
- تاریخچه ساخت کامپایلر
- تاریخچه اینترنت
- تاریخچه شبکه جهانی وب
- تاریخچه بازی‌های ویدئویی
- تاریخچه رابط کاربری گرافیکی
- گاهشمار فن محاسبه
- گاهشمار سیستم عامل ها
- گاهشمار زبان های برنامه نویسی
- گاهشمار هوش مصنوعی
- گاهشمار رمزنگاری
- گاهشمار الگوریتم ها
- گاهشمار محاسبات کوانتومی

### بخش اختصاصی محصولات
- گاهشمار سیستم عامل های DOS
- سیستم عامل Mac OS کلاسیک
- تاریخچه macOS
- تاریخچه ویندوز مایکروسافت
- گاهشمار خانواده اپل II
- گاهشمار محصولات اپل
- گاهشمار همرسانی فایل
- گاهشمار OpenBSD

## سخت‌افزار
- الکترونیک دیجیتال
- یکپارچه‌سازی کلان‌مقیاس
- زبان توصیف سخت‌افزار
- مدارهای مجتمع با کاربرد خاص
- مدار الکتریکی
- ریزپردازنده

## نرم افزار
- زبان اسمبلی
- سیستم عامل
- پایگاه داده
- مهندسی نرم‌افزار

## طراحی سیستم
- معماری کامپیوتر
- ریزمعماری
- پردازش چندگانه

## مدارک های بین رشته ای
- تعامل انسان و کامپیوتر
- شبکه رایانه‌ای
- پردازش سیگنال دیجیتال
- نظریه کنترل

## پیوند های خارجی
- مهندسی کامپیوتر
- تقویم کنفرانس مهندسی کامپیوتر